# Богатырёв, Павел Степанович
Павел Степанович Богатырёв (26 октября 1924, Островное, Уральская область — 5 января 2003, Невельск, Сахалинская область) — капитан советского среднего морозильного рыболовного траулера «Боцман», Герой Социалистического Труда, участник Великой Отечественной войны, младший лейтенант.

## Биография
Павел Степанович Богатырёв родился 26 октября 1924 года в селе Островном Островнинского сельсовета Мишкинского района Челябинского округа Уральской области, ныне село входит в Мишкинский муниципальный округ Курганской области.
Жил в Искитимском районе Новосибирской области. 
8 августа 1942 года призван в Рабоче-крестьянскую Красную Армию Искитимским РВК. Участник Великой Отечественной войны. В 1944 году – командир взвода 171-й отдельной местной стрелковой роты 2-го батальона 787-го стрелкового полка 222-й стрелковой дивизии 33-й армии 1-го Белорусского фронта, младший лейтенант. В боях под Витебском 9 ноября 1944 года был тяжело ранен и контужен. Награжден орденом Красной Звезды. 
В 1945 году был членом ВЛКСМ.
В 1948—1984 годах — ловец прибрежного лова, старший помощник капитана рыболовного сейнера проекта 388 (тип «Бештау»), РС-841 «Чугуев» Управления сейнерного флота Сахалинской области, капитан среднего рыболовного морозильного траулера проекта 502Г (тип «Слава Керчи») «Боцман» Невельской базы тралового флота Сахалинского производственного объединения рыбной промышленности «Сахалинрыбпром» Главного управления, затем Всесоюзного рыбопромышленного объединения Дальневосточного бассейна Минрыбхоза СССР.
Около 1950 года вступил в ВКП(б), c 1952 года — КПСС.
Возглавляемый им экипаж СРТМ «Боцман» выполнил план девятой пятилетки (1971-1975) по вылову рыбы на 167 процентов, в результате чего получено 1,2 миллиона рублей прибыли. За годы десятой пятилетки (1976-1980) экипажем было выполнено два пятилетних плана по добыче рыбы, получено более 11 миллионов рублей прибыли. Экипаж  СРТМ «Боцман» носил звание «Коллектив коммунистического труда».
Указом Президиума Верховного Совета СССР от 9 октября 1980 года присвоено звание Героя Социалистического Труда с вручением ордена Ленина и золотой медали «Серп и Молот».
Когда СРТМ «Боцман» встал на капитальный ремонт, Богатырёв П.С. принял СРТМ проекта 503 (тип «Альпинист») «Валуйск».
Делегат XXVI съезда КПСС (1981). Избирался членом Невельского горкома КПСС. 
Павел Степанович Богатырёв умер 5 января 2003 года в городе Невельске Невельского района Сахалинской области, ныне город —  административный центр Невельского городского округа Сахалинской области. Похоронен в городе Невельске.

## Награды
- Герой Социалистического Труда, 9 октября 1980 года
  - Орден Ленина № 433149
  - Медаль «Серп и Молот» № 19388
- Орден Ленина, 24 февраля 1974 года
- Орден Отечественной войны I степени, 23 декабря 1985 года[7]
- Орден Трудового Красного Знамени, 26 апреля 1971 года
- Орден Красной Звезды, 6 августа 1946 года[8]
- Медали, в т. ч.:
  - Медаль «За трудовое отличие», 13 апреля 1963 года
  - Медаль «В ознаменование 100-летия со дня рождения Владимира Ильича Ленина»
- Государственная премия СССР, 1978 год
- Золотая медаль ВДНХ СССР (12.11.1979)
- Серебряная медаль ВДНХ СССР (11.11.1977)
- Почётный капитан рыбной промышленности СССР

## Семья
Жена Лариса Богатырева, двое детей.